# Каменская, Марта Михайловна
Марта Михайловна Каме́нская — советский и российский модельер последней трети ХХ — начала XXI века. Создала свой собственный стиль одежды, основанный на традициях русского народного костюма, стиле «серебряного века», работах художников-абстракционистов. Участница выставок в Москве, Перми и других российских городах, в Париже, Нью-Йорке. Долгое время галерея-магазин Марты Каменской работала в Москве на Старом Арбате. Среди постоянных клиентов Марты — певица Галина Вишневская и виолончелист Мстислав Ростропович, актрисы Алла Демидова, Ольга Глаголева, Светлана Немоляева, актер Станислав Любшин и многие другие.